# Guerrilla Radio
"Guerrilla Radio" é a segunda faixa do álbum de 1999 The Battle of Los Angeles pela banda Rage Against the Machine. A banda ganhou o Grammy de Melhor Performance Hard Rock por esta canção. Manteve-se uma das faixas da sua assinatura. "Guerrilla Radio" também foi destaque nas trilhas sonoras de jogos como o Tony Hawk's Pro Skater 2 e Madden NFL 10, além de ser uma faixa para download da série Rock Band.

## História
"Guerrilla Radio" foi tocada ao vivo no David Letterman em 1999. Durante o intervalo comercial, "Bulls on Parade" foi tocada e foi re-entrou em andamento, enquanto os créditos estavam jogando. Letterman brincou dizendo que "ele esperava que eles (Rage Against the Machine) não negligenciar o trabalho escolar". O desempenho foi polêmico por Zack de la Rocha que dá o dedo médio ao vivo na TV e usando um "Free Mumia Abu-Jamal" t-shirt.
Em 28 de janeiro de 2000, o documentário cineasta Michael Moore convencido de campanha político Alan Keyes para mosh em um caminhão com jovens adolescentes ouvindo "Guerrilla Radio". Keyes, que estava em campanha para a nomeação republicana no caucus de Iowa, aceitou participar no mosh para a aprovação do show de Moore televisão satírico, The Awful Truth.
A canção foi regravada por sala / grupo de comédia Richard Cheese and Lounge Against the Machine, banda cujo nome também paródias Rage. Em abril de 2007, Alanis Morissette cobertos ao vivo. É interessante notar que o Rage Against The Machine Evil Empire colidido seu álbum Jagged Little Pill do ponto número um na Billboard 200 em 1996.
Em julho de 2007, o vídeo da canção para "Guerrilla Radio" foi classificada # 45 em 50 Most MuchMusic Vídeos controverso para quantidades extremas de baixo calão. Porém, ele apareceu em RTPNadverts no verão de 2006, como uma música instrumental.
Esta canção é destaque no álbum Body of War: Songs, que inspirou um veterano da Guerra do Iraque.
"Guerrilla Radio" fez sua estréia ao vivo em 11 de setembro de 1999, no Zodíaco Oxford, na Inglaterra.
A canção é um dos 31 arquivos de música no caso Tenenbaum versus RIAA, o que resultou em encontrar o arquivo individual partilhante-culpado de violação de direitos autorais em julho de 2009, exigindo um prêmio de $ 22.500 uma canção.
Em dezembro de 2009, foi colocado Guerilla Radio # 54 no Top Channel V 1000 Noughties Vídeos da década, a contagem regressiva.

## Vídeo Clipe
O promovideo foi filmado pela produtora Squeak Pictures em Los Angeles, em outubro de 1999 e dirigido por Mel, ou seja, marido e mulher equipe de direção de Laura Kelly Brooks e Nicholas. O vídeo, que, entre outros, aborda a exploração dos trabalhadores do vestuário, parodia o final da década de 90 populares comerciais Gap dirigido por Pedro Romhanyi. Esses anúncios destacados jovens atraentes, cantando canções ao mesmo tempo contra um fundo branco, vestindo roupas Gap. A frase "toda a gente em negação" (o couro "negação" da marca a ser Gap, coletes, etc), então pisca alto em toda a tela.
O vídeo começa com branda, genérico, a música sendo tocada música de elevador. Há imagens de trabalhadores da fábrica exploradora (UNITE! membros do sindicato se jogar) em seus quadros, contra um fundo branco. Logo, a frase "todo mundo em negação" é piscou na tela. A banda é então visto em pé contra um fundo branco, calma, tocando seus instrumentos. Quando a música pega, as imagens são vistas de um homem colocando o dinheiro dos trabalhadores em seus bolsos, tendo uma garota longe de sua mãe, ea banda tocando ao vivo em um quarto escuro, com iluminação estroboscópica.

## Faixas
1. "Guerrilla Radio"
2. "Without a Face (Live Version)"

## Edição Limitada (Reino Unido)
No Reino Unido, duas versões de edição limitada do single foram liberados. Mais notavelmente, arte Parte 2 do álbum alternativo é vermelho, onde como o padrão é o branco.

### Parte 1
1. "Guerrilla Radio"
2. "No Shelter"
3. "The Ghost of Tom Joad"

### Parte 2
1. "Guerrilla Radio" (Radio Edit)
2. "Fuck tha Police" (Live) (N.W.A cover)
3. "Freedom" (Live)

## Outras versões
DJ Quik produziu um remix da música, com instrumentais reorganizados e novos versos por Zack de la Rocha, juntamente com o coro da versão original e Outro.
Como parte de seu projeto solo, The Nightwatchman, Tom Morello toca uma versão acústica da canção em shows ao vivo.
Paródia de música lounge cantor Richard Cheese realizada uma versão em seu Lounge Against the Machine.
A canção também apareceu no vídeo game de Skateboard Tony Hawk's Pro Skater 2.
1. ↑  «Rage Against The Machine». www.grammy.com. Consultado em 5 de setembro de 2023
2. ↑  How We Got Alan Keyes to Dive Into Our Mosh Pit (and other scenes from our first week of shooting) Article from michaelmoore.com Arquivado em 2007-09-30 no Wayback Machine
3. ↑  Johnson, Tina (7 de outubro de 1999). «Rage Against the Machine Lands Oscar Winner for "Guerilla Radio" Video». MTV Networks. Consultado em 21 de dezembro de 2008